# Suchata Chuangsri
Suchata Chuangsri (in thailandese สุชาตา ช่วงศรี; Phuket, 20 settembre 2003) è una modella thailandese, vincitrice del concorso Miss Mondo 2025.

## Biografia
Suchata è nata il 20 settembre 2003 nella provincia di Phuket da Thanet Donkamnerd e Supatra Chuangsri. La sua famiglia gestisce un'azienda privata a Thalang, nella provincia di Phuket. Suchata ha completato la scuola primaria e secondaria inferiore presso la Kajonkietsuksa School e la scuola secondaria superiore presso la Triam Udom Suksa School, dove si è laureata in cinese nell'ambito del programma artistico. Suchata stava conseguendo una laurea triennale in politica e relazioni internazionali presso la Facoltà di Scienze Politiche dell'Università Thammasat.

## Concorsi di bellezza
Nel 2022, all'età di 18 anni, Suchata ha partecipato al concorso Miss Universo Thailandia 2022, dove si è 3ª classificata. Suchata ha rappresentato la Thailandia a Miss Universo 2024, tenutasi il 17 novembre 2024 a Città del Messico, dove si è 3ª classificata e ha ricevuto il premio Voice for Change – Silver.
Il 22 aprile 2025, Suchata è stata nominata dalla Miss World Thailand Organization, una collaborazione tra Tero Entertainment e TPN Global, per rappresentare la Thailandia a Miss Mondo 2025 in India. Dopo aver vinto la sfida multimediale, Suchata si è assicurata un posto nella Top 40. La competizione si è svolta il 31 maggio 2025 a Hyderabad. È stata incoronata Miss Mondo 2025 come prima thailandese e seconda del Sud-Est asiatico a detenere il titolo.